# Національна асоціація екстрених медичних техніків

Логотип Національної асоціації екстрених медичних техніків

Національна асоціація екстрених медичних техніків (НАЕМТ) англ. National Association of Emergency Medical Technicians (NAEMT) — це професійна спілка працівників екстреної медичної служби (ЕМС) США, що представляє всіх екстрених медичних техніків (ЕМТ) та парамедиків. Навчальні програми NAEMT мають міжнародний характер.

Асоціація заснована у 1975 році та складається з багатьох комітетів. На офіційному сайті NAEMT вказує місію організації як «представляти та служити персоналу екстрених медичних служб шляхом пропагування, навчальні програми та дослідження».
NAEMT пропонує три базові освітні програми. Ці короткі курси складаються з кількох лекцій, а також навчання та екзаменаційних станцій. Вони тривають протягом двох днів, в цілому 16 годин навчання.

## AMLS
«Розширена медична підтримка життя» англ. Advanced Medical Life Support (AMLS) — курс, що проводиться НАЕМТ та схвалений Національною асоціацією лікарів екстреної медичної служби англ. National Association of EMS Physicians (NAEMSP). Курс за 2 дні (16 годин) охоплює найчастіші медичні скарги та навчає швидким методам стабілізації пацієнтів.

## PHTLS
«Догоспітальна підтримка життя при травмі» — англ. Prehospital Trauma Life Support (PHTLS) — курс, заснований на курсі «Розширена підтримка життя при травмі» англ. Advanced Trauma Life Support, курсі для лікарів, розробленому Комітетом з травми Американської колегії хірургів англ. American College of Surgeons. PHTLS наслідує принципи допомоги травмованим, розроблені цією установою. Комітет з травми Американської колегії хірургів також вказує основні цілі та переглядає зміст програми PHTLS.
Початково створені у США, курси PHTLS стали міжнародними та проходять у 33 країнах. PHTLS є еквівалентним курсу «Міжнародна підтримка життя при травмі» англ. International Trauma Life Support (ITLS).
PHTLS є дводенним та націлений на швидку допомогу травмованим пацієнтам у критичному стані, лікуванні шоку та гіпоксії, швидкому транспортуванні у відповідний госпіталь. Він включає:
- відновлення прохідності дихальних шляхів;
- швидке вивільнення та оцінка стану;
- хірургічне забезпечення прохідності дихальних шляхів / декомпресію грудної клітки;
- іммобілізацію шийного відділу хребта[3].

## EPC
Курс «Екстрена допомога дітям» англ. Emergency Pediatric Care (EPC) впровадили у 2000 році як курс «Догоспітальної допомоги дітям» англ. Pediatric Prehospital Care course (PPC). EPC замінив PPC у лютому 2007 року. Курс передбачає навчання надання допомоги на догоспітальному етапі хворим та постраждалим дітям. Він включає невідкладні стани, що стосуються дихальної, серцево-судинної системи, травм, а також лікування дітей з особливими потребами.
Курс EPC схожий до курсу англ. Pediatric advanced life support (PALS) (не плутати з англ. Advanced Pediatric Life Support(APLS), оскільки PALS для ЕМТ, у той час як APLS — для лікарів).

## EMS Safety
«Безпека екстрених медичних служб» англ. EMS Safety — це новий курс, зосереджений на безпеці працівників ЕМС.
На ньому навчають:
- визначенню ключових елементів у питаннях безпеки;
- технікам пересування та забезпечення безпеки пацієнтів;
- виявленню ситуацій з ризиком насильства для працівників і як такі ситуації можна попередити чи вирішити;
- цінувати важливість підтримки хорошого стану здоров'я, а також вплив роботи в ЕМС на особисте здоров'я працівників;
- елементи безпеки в різних робочих ситуаціях.

## ТССС та TECC
НАЕМТ окремо проводить навчальну програму «Тактична допомога пораненим на полі бою» англ. Tactical Combat Casualty Care (ТССС), розроблену за фінансування Командування сил спеціальних операцій США та схвалену Американською колегією хірургів.
На основі ТССС також розроблено програму «Тактична екстрена допомога пораненим» англ. Tactical Emergency Casualty Care (TECC), що навчає наданні допомоги у небезпечному середовищі у цивільних умовах, такому як ситуація активного стрільця.